# امواج دموکراسی
امواج دموکراسی (به انگلیسی: Waves of democracy) تحولاتی است که در یک منطقه یا در سطح جهان به سوی دموکراسی بیشتر رخ می‌دهد و پس از آن که به اوج خود رسید، موجب تثبیت و تحکیم دموکراسی دست کم در برخی از کشورها می‌شود. روند گسترش دموکراسی دارای کانون‌های زمانی و مکانی بوده‌است و از همین رو به صورت موج پیش رفته‌است. البته دربارهٔ زمان و فواصل زمانی وقوع امواج دموکراسی، بین صاحبنظران اختلاف نظر هست؛ در توضیح وقوع امواج دموکراسی اغلب نویسندگان به نظریه «اشاعه» تکیه می‌کنند، به این معنی که گذار توفیق آمیز به دموکراسی در هر کشوری سرمشقی برای دیگران ایجاد می‌کند. به ویژه همسایگان در یک منطقه از تأثیر تحولات سیاسی در کشورهای یکدیگر چندان مصون باقی نمی‌مانند.

## خاستگاه
اصطلاح موج دموکراسی اولین بار توسط ساموئل هانتینگتون عمومیت یافت.